# Guillaume Le Rouge
Guillaume Le Rouge (nascut cap al 1385; actiu entre el 1450 i el 1465) va ser un compositor i cantant franco-flamenc de l'escola borgonyona del primer Renaixement.

## Vida i obra
Determinar la identitat de Guillaume Le Rouge es complica per l'existència de diversos músics amb noms similars durant aquest període. Més probablement va ser el cantant de la capella del duc Carles d'Orleans (1394–1465) entre el 1451 i el 1465, que va donar suport als músics, joglars i poetes creant melodies per als seus poemes i rondeaux. També va ser elogiat pel compositor Eloy d'Amerval a la seva obra "Le Livre de la deablerie" (publicada a París el 1508), juntament amb altres compositors. En el seu tractat "Proportionale musices" (Llibre 3, Capítol 2, publicat al voltant de 1474), Johannes Tinctoris es referia a Lerouge com a "Angelorum errore labefactus" a causa del seu procediment mensural a la missa "Mon cuer pleure", que ja no es coneix avui dia. Aquest tractat anomena diversos compositors que van estar actius a la Vall del Loira a la dècada de 1460.
La missa supervivent "So ys emprentid" ("Soyez aprantis") de Guillaume Le Rouge mostra similituds amb les misses de Barbignant, Guillaume Faugues i Johannes Pullois, cosa que suggereix que aquests compositors tenien alguna connexió. L'historiador musical Christopher Reynolds (1995) va suggerir que Le Rouge s'havia quedat a Roma perquè un tal Rubino era cantant a la Basílica de Sant Pere allà el 1447 i el 1448. Altres músics amb noms similars (per exemple, Guillaume Rose o Rubinus) estan exclosos d'aquesta identitat a causa de restriccions de temps.

## Significat
Han sobreviscut dues composicions de Guillaume Le Rouge: una missa i una bergereta, ambdues amb les seves pròpies característiques distintives. La missa és una cançó-missa primerenca, que incorpora diversos elements de la cançó subjacent "So ys emprentid". La bergereta, escrita en un estil típic de mitjans del segle XV, destaca pel seu rang igual en totes les parts (des de Do o Re fins a Fa1), així com pel seu mode tonal La, que rarament s'utilitzava en aquella època. Els estudiosos han suggerit, per raons paleogràfiques (gràfiques medievals), que aquesta bergereta podria haver estat originalment un rondó, posteriorment reelaborada en una bergereta inserint la corresponent segona secció homofònica i contrastada.

## Obres
- Missa "So ys emprentid" (= "Soyez amprantiz") per a tres veus; balada subjacent probablement de Walter Frye
- Bergerette "Se je fayz dueil" per a tres veus, escrita inicialment només en veu aguda